# Rhinocheilus
Rhinocheilus is een geslacht van slangen uit de familie toornslangachtigen (Colubridae) en de onderfamilie Colubrinae.

## Naam en indeling
De wetenschappelijke naam van de groep werd voor het eerst voorgesteld door Spencer Fullerton Baird en Charles Frédéric Girard in 1853. De puntneusslang (Rhinocheilus lecontei) was lange tijd de enige uit het geslacht, tot twee voormalige ondersoorten als volwaardige soort werden erkend. Er is weinig bekend over de biologie en levenswijze.

### Soorten
Het geslacht omvat de volgende soorten, met de auteur en het verspreidingsgebied.
| Naam                                  | Auteur               | Verspreidingsgebied      |
| ------------------------------------- | -------------------- | ------------------------ |
| Rhinocheilus antonii                  | Dugès, 1886          | Mexico                   |
| Rhinocheilus etheridgei               | Grismer, 1990        | Mexico                   |
| Puntneusslang (Rhinocheilus lecontei) | Baird & Girard, 1853 | Verenigde Staten, Mexico |

## Verspreiding en habitat
Deze soort komt voor in Noord-Amerika, in de zuidelijke Verenigde Staten en Noord-Mexico.
De habitat bestaat uit scrubland, relatief hete woestijnen en drogere delen van savannes.

## Beschermingsstatus
Door de internationale natuurbeschermingsorganisatie IUCN is aan twee soorten een beschermingsstatus toegewezen. Een soort wordt gezien als 'veilig' (Least Concern of LC) en een soort als 'onzeker' (Data Deficient of DD).